# 특수법인
특수법인(特殊法人, special-purpose entity)은 광의의 의미로 특별법에 의하여 설립되는 법인을 총칭하며, 협의의 의미로는 경영기술상 또는 재정경제상 이유에 의하여 특정한 행정기능의 대행기관으로 법률에 기초하여 설립한 법인을 말한다.
특수법인에 대하여는 정부가 자본금의 전부 또는 일부를 출자하고 재정투융자금 등으로 자금을 지원한다. 또한 임원의 선임, 사업계획의 승인, 결산보고 등 재무부장관에 의한 특별한 지휘·감독관계가 유지된다.